# الاتحاد الفلسطيني للتايكواندو
الاتحاد الفلسطيني للتايكواندو هو الهيئة التي تُشرف على إدارة وتنظيم رياضة التايكواندو في فلسطين. تأسّسّ هذا الاتحاد عام 1995 بعد قدوم «السلطة الوطنية» برئاسةِ تحسين أبو زايدة الحاصلِ على الحزام الأسود الدولي وضمّ الاتحاد أندية من معظم المحافظات الفلسطينية.

## مجلس الإدارة
- د.بشار عبد الجواد (رئيس الاتحاد)
- محمود ابوراس (نائب رئيس الاتحاد)
- تحسبن ابو زايدة (أمين سر الاتحاد)
- نعيم عابد (أمين الصندوق)
- احمد ابو حطب (اللجنة الفنية للاتحاد)
- رياض فرج (ناطق إعلامي)
- وسام سدر (عضو)

## الهيكل التنظيمي

### لجان الاتحاد
- لجنة الحكام
- لجنة المدربين
- لجنة المسابقات

### أهم المشاركات
- دورات الألعاب العربية:
  - دورة لبنان عام 1997
  - دورة الحسين في عمان
  - دورة الجزائر
  - دورة مصر عام 2007

- دورات ألعاب آسيا:
  - دورة بانكوك عام 1998
  - دورة كوريا الجنوبية عام 2002
  - دورة قطر عام 2006

- البطولات الدولية المفتوحة:
  - بطولة عمان الدولية
  - بطولة الحسن الدولية الأولى والثانية والثالثة في عمان
  - بطولة بورسعيد الدولية في مصر،
  - بطولة لندن الدولية
  - بطولة تايوان الدولية
  - بطولة كوريا الدولية
  - بطولة نهر الأردن الدولية
  - بطولة صدام الدولية بالعراق
  - دورة ألعاب التضامن الإسلامي في السعودية
  - بطولة العالم للجامعات من تنظيمِ كل من كوريا، تركيا وتايلاند

## أهم الانجازات
هذه قائمة بأبزر إنجازات لاعبي التايكواندو الفلسطينيين:
| الاسم                                               | البطولة                          | النُّسخة             |
| الميداليات الذهبيّة                                  | الميداليات الذهبيّة               | الميداليات الذهبيّة |
| --------------------------------------------------- | -------------------------------- | ------------------ |
| محمد أبو كحلة                                       | بطولة عمان الدولية               | 1999               |
| فادي جاسر                                           | البطولة العربية في المغرب        | 1999               |
| عمار السويطي                                        | بطولة صدام الدوليّة               | غير معروف          |
| يزن أبو زايدة؛ أسامة وتد وأحمد الأشهب               | بطولة القمة في عمان              | 2005               |
| الميداليات الفضيّة                                   |                                  |                    |
| محمود سبلة                                          | البطولة العربية للناشئين في عمان | 2000               |
| رضوان كحلة                                          | بطولة بور سعيد الدولية           |                    |
| مؤمن كمال؛ رامي أبو حويلة؛ معاوية الصدر وسماح مرجان | البطولة العربية في المغرب        | 1999               |
| بشار فوزي؛ هبة الحافي؛ إبراهيم جودة ومهند الحلواني  | بطولة بور سعيد الثانية           |                    |
| رامي أبو حويلة؛ خالد النجار وشفا أبو رأس            | الدورة العربية التاسعة           |                    |
| يزن أبو زايدة                                       | بطولة الحسن الثانية في عمان      |                    |
| محمد زياد                                           | الدورة العربية في الجزائر        |                    |
| سعيد هاشم                                           | بطولة صدام الدولية.              |                    |
| الميداليات البرونزيّة                                |                                  |                    |
| أسامة وتد                                           | البطولة العربية للناشئين في عمان | 2000               |
| صفوان كحلة                                          | البطولة العربية للناشئين في عمان | 2000               |
| أيمن أبو حطب                                        | البطولة العربية للناشئين في عمان | 2000               |
| رامي أبو حويلة، لمى العلمي وخالد عكرماوي            | بطولة الحسن الثانية في عمان      |                    |
| رامي أبو حويلة                                      | الدورة العربية في الجزائر        |                    |
| بشار فوزي                                           | بطولة صدام الدولية               |                    |